# Aartselaar
Aartselaar (ortografía antigua: Aertselaer) es un municipio de Bélgica situado en la Región Flamenca, en la provincia de Amberes y en el distrito de Amberes. Tiene solamente un poblado llamado igualmente Aartselaar.
El municipio se encuentra en los suburbios del sur de la ciudad de Amberes y es conocido por su molino de viento (Heimolen), construido en 1801, y también por la prueba ciclista Memorial Rik Van Steenbergen.

## Toponimia
La referencia más antigua a Aartselaar, como Serlaer, es de 1247; en 1307 aparece com Artselaer y en 1309 como Aerschelaer. Otros nombres han sido Aertselaer (1432), Artselare (1495) y Aertzelare (1560).
Sobre el origen y el significado del nombre de Aartselaar existen diferentes opiniones. La explicación más razonable es que la palabra viene de Arcelar: un claro (laar) en un bosque cerca de la frontera (archas).

## Historia
Hasta finales de la Alta Edad Media, Aartselaar era una aldea en el feudo de Kontich, parte del Ducado de Brabante. En 1302, se construyó en Aartselaar una capilla de madera y, en 1309, la parroquia de Aartselaar se separó de la parroquia madre de Kontich; la capilla se convirtió entonces en una iglesia.
Al final de la Edad Media, el rey español Felipe I de Castilla, necesitando dinero, vendió varios feudos a los señores locales; Adriaan Sanders, señor de Cleydael, compró la aldea de Aartselaar. En 1557, Charles Knight Micault, señor de Cleydael, compró a Felipe II de España porciones de terrenos en la parroquia de Aartselaar y creó el feudo independiente de Aartselaar.

## Geografía
El municipio de Aartselaar tiene una superficie de 10,93 km² y se encuentra a 11 km de Amberes y 36 km de Bruselas.
Con una población al 1 de enero de 2019 de 14 293, su densidad poblacional es de 1308,7 personas/km²
Aartselaar está rodeado por los municipios Amberes, Edegem, Hemiksem, Kontich, Niel, Rumst y Schelle.
| Noroeste: Hemiksem | Norte: Amberes | Nordeste: Edegem |
| Oeste: Schelle     |                | Este: Kontich    |
| Suroeste: Niel     | Sur: Rumst     |                  |

## Demografía

### Evolución
Todos los datos históricos relativos al actual municipio, el siguiente gráfico refleja su evolución demográfica, incluyendo municipios después de efectuada la fusión el 1 de enero de 1977.
| Gráfica de evolución demográfica de Aartselaar entre 1846 y 2020 |
|                                                                  |

## Ciudades hermanadas
- Tánger (Marruecos)

## Galería

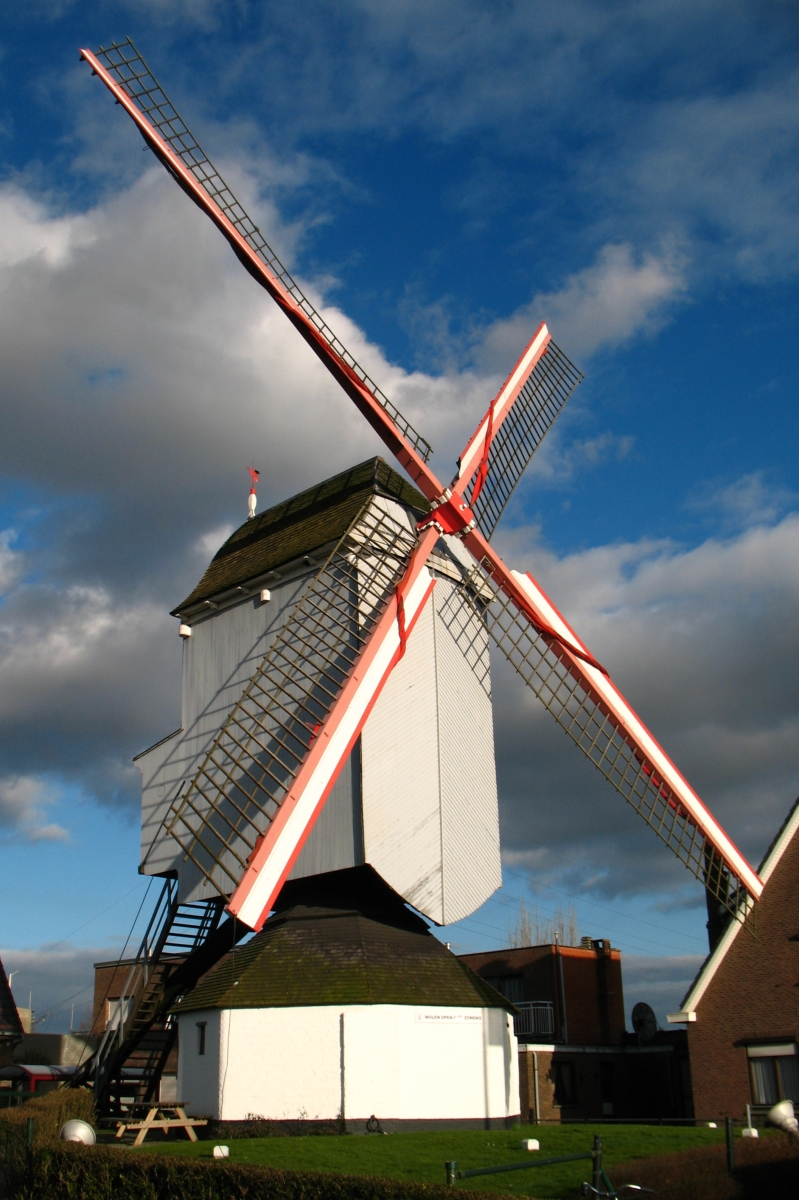
Heimolen
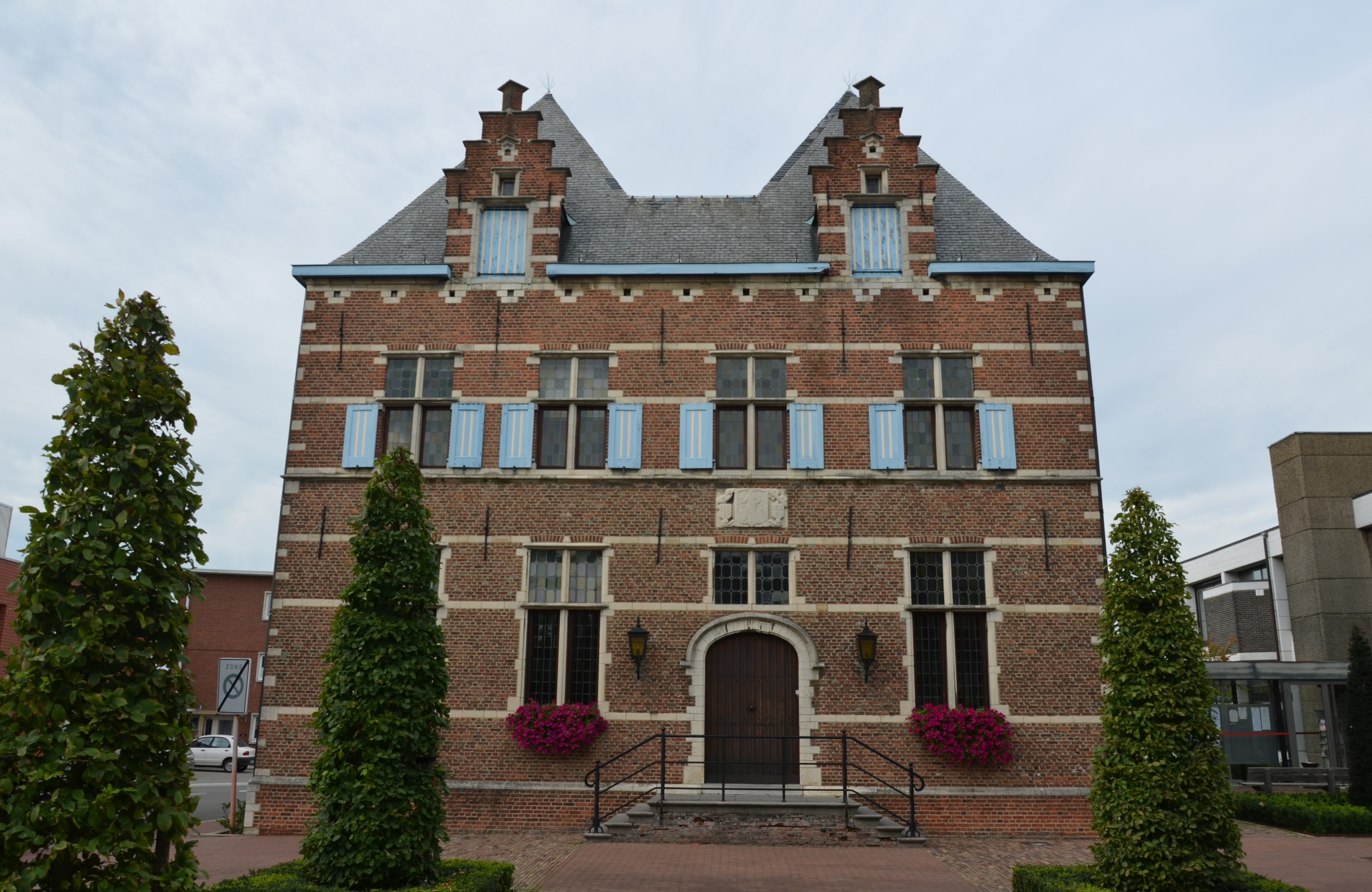
Alcaldía de Aartselaar
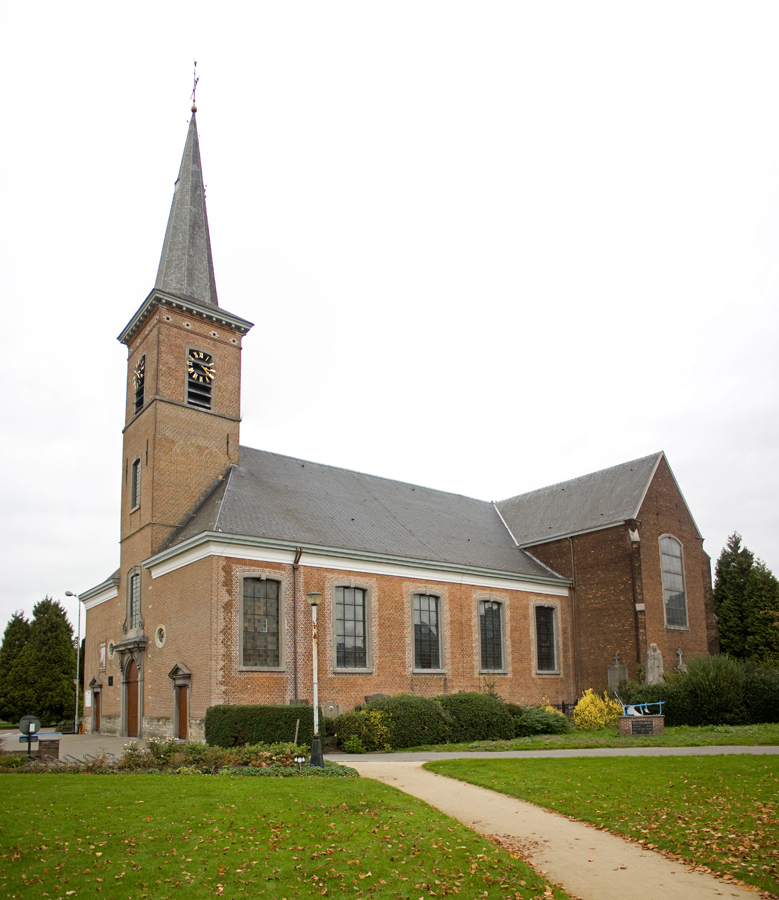
Iglesia San Leonardo
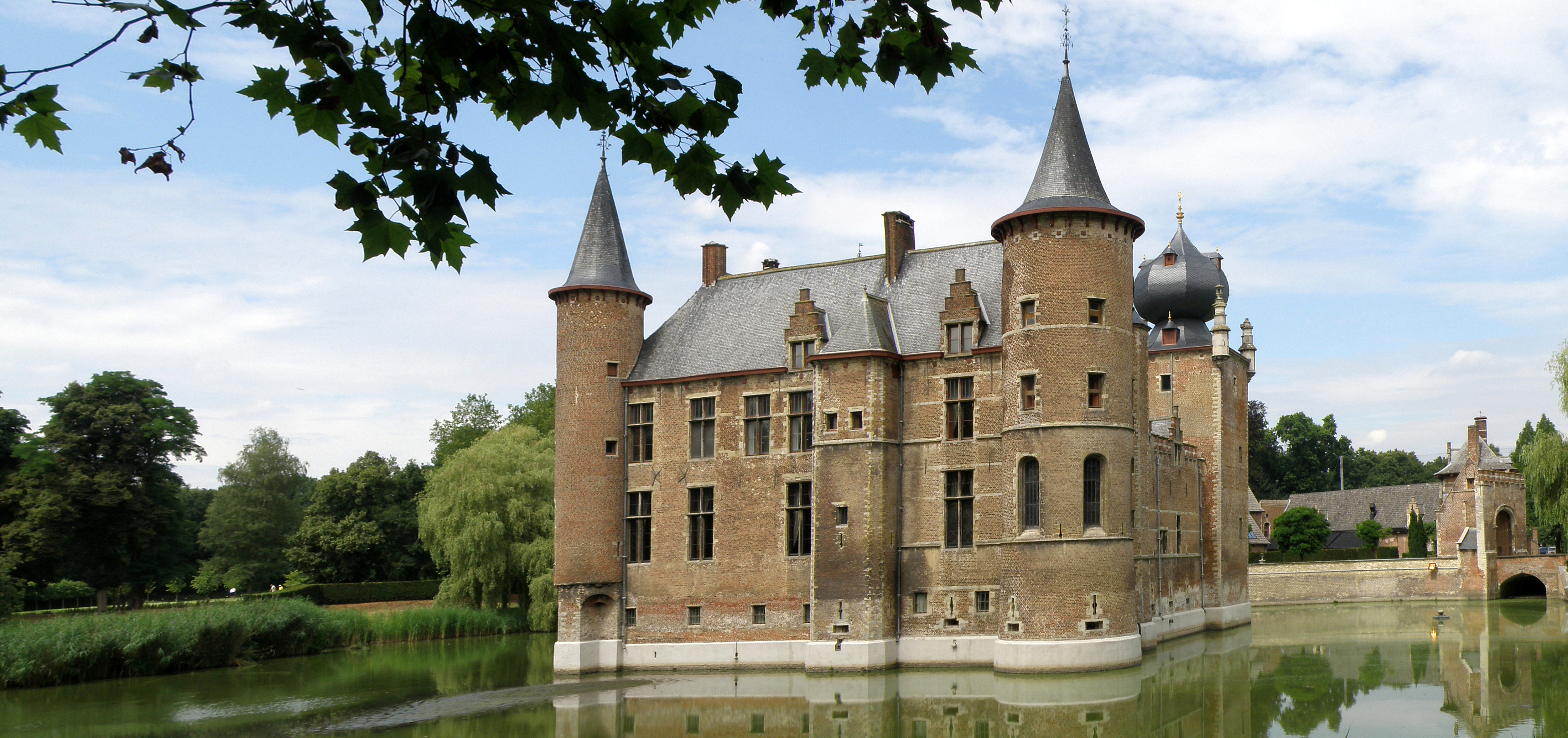
Castillo de Cleydael
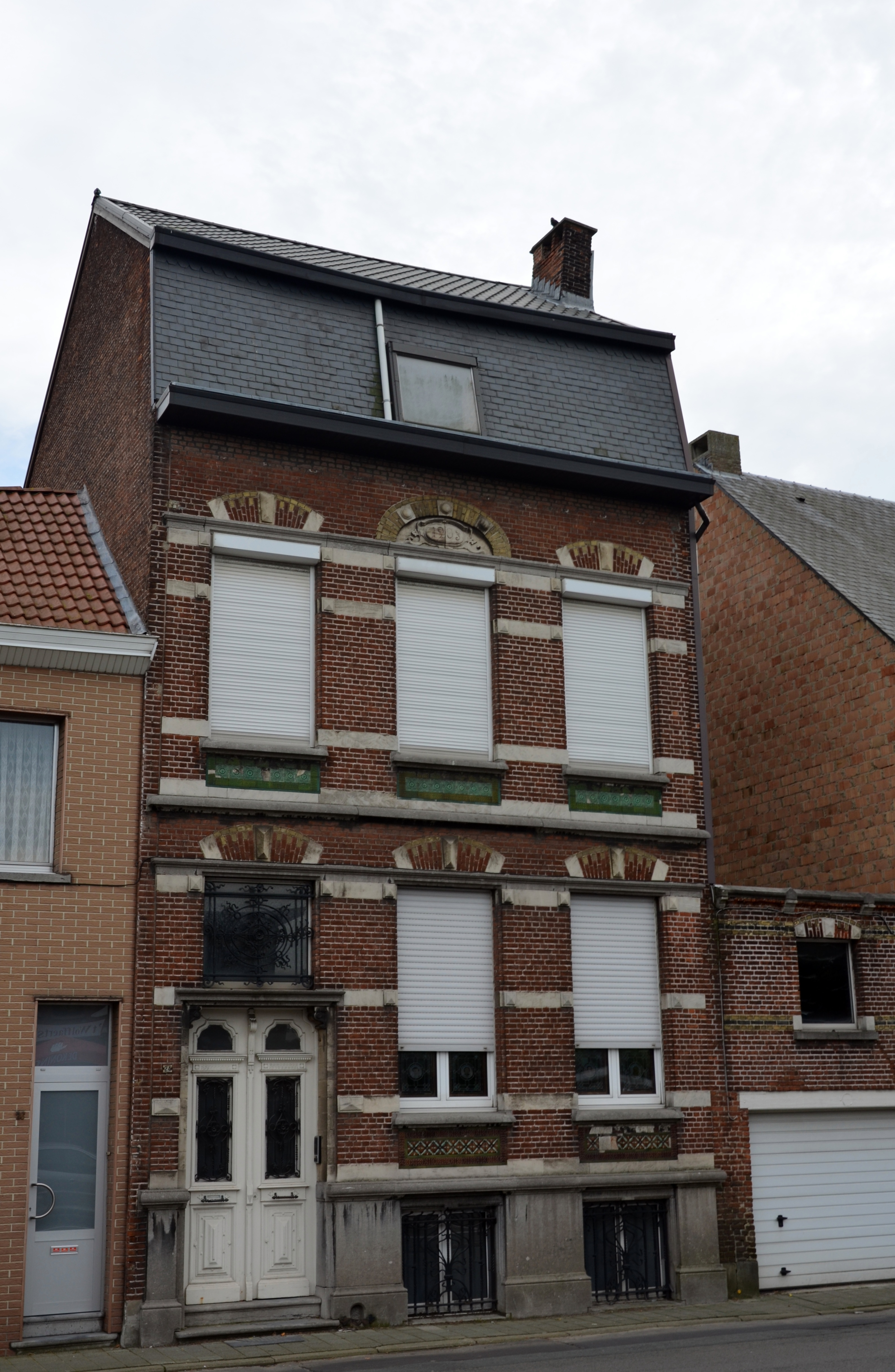
Casa vieja